# Den gula bilen
Den gula bilen är en svensk thrillerfilm från 1963 med manus av Folke Mellvig och regi av Arne Mattsson. I huvudrollerna ses Karl-Arne Holmsten, Ulla Strömstedt, Nils Hallberg och Barbro Kollberg. Filmen är den sista uppföljaren till Mattsons tidigare Hillman-deckare Damen i svart, Mannekäng i rött, Ryttare i blått och Vita frun där detektiverna John och Kajsa Hillman löser brott. I denna film (och i Vita frun) saknas dock Kajsa Hillman (som förut spelats av Annalisa Ericson).

## Historia
Med Den gula bilen avslutades Hillman-serien. Filmen skiljer sig från de övriga i serien genom sin politiska intrig och är mer thriller än deckare. Liksom i Vita frun (1962) finns inte Kajsa Hillman med i handlingen. John och hans kumpan Freddy löser själva fallet med den gula bilen. En av anledningarna till att Folke Mellvig tyckte att det fick räcka med fem filmer var att han tröttnat på att karaktären Freddy under seriens gång blivit mer populär än Hillman själv. Tidningen Röster i radio-TV uppmärksammade biopublikens inställning till karaktären enligt följande: "Det egendomliga med publikreaktionerna i samband med denna serie är inställningen till Freddy alias Nisse Hallberg. Det är klart och tydligt för den som biobeskådat dessa filmer att en stor del av publiken bara sitter och väntar på Freddy, skrattar i förväg innan han öppnat munnen och börjar prata om något annat när han momentärt försvinner från vita duken".
Ulla Strömstedt, som vid tiden hade en mindre karaktär i amerikanska TV-serier såsom Tennisspionerna, Flipper och Hogans hjältar, spelade Kerstin Björk; hennes enda svenska filmroll. I rollen som ambassadör Leclerc sågs Semmy Friedmann, känd från den antisemitiska Petterson & Bendel (1933). Insatsen i Den gula bilen blev hans sista filmroll.

## Handling
Under en turistresa till utlandet blir passagerarna på bussen vittnen till ett mordförsök på landets president Hurkas. Med på resan är bland annat John Hillman som turist, en doktor Björk, som råkar filma händelsen, och hans dotter Kerstin. Dessutom en person med, som det visar sig, bevismaterial mot attentatsmännen. Han mördas när bussen når Sverige. Gärningsmännen smiter. Kerstin följer efter och ser hur han plockas upp i en gul Mercedes. Kerstin är nu ett farligt vittne för männen i den gula bilen. De försöker köra över henne. När det misslyckas blir hon istället kidnappad och förd till ett mentalsjukhus. Hillman tar upp jakten och lyckas rädda henne. Spåret efter den gula bilen leder till Stockholm. Ministerpresident Hurkas skall göra ett statsbesök i Sverige och väntas till Arlanda. Man misstänker ett nytt attentatsförsök. När sedan det främmande landets ambassadör i Sverige simulerar en hjärtattack förstår Hillman att bilen som skall köra Hurkas in till staden är en dödsfälla. Ambassadören pressas att avlöja planen. En bomb är placerad i bilen och den kommer att detonera så fort bilen stannar. Polisen ger order om evakuering och passagerarna får i farten ta sig över till motorcyklar. Från en biväg släpps den gula bilen ut obemannad för att stöta ihop med ambassadbilen. Det blir en våldsam kollision och explosion. Hurkas iakttar chockad de brinnande bilarna från vägkanten. Männen i den gula bilen lyckas komma undan. Vi en mottagning för Hurkas uppträder en av dem som älskvärt leende betjänt. Man inväntar nästa chans att störta presidenten.

## Rollista i urval
- Karl-Arne Holmsten – kapten John Hillman, privatdetektiv
- Ulla Strömstedt – Kerstin Björk
- Nils Hallberg – Freddy Sjöström, Hillmans medhjälpare
- Barbro Kollberg – doktor Maria Engström
- Semmy Friedmann – ambassadör Leclerc
- Toivo Pawlo – Radek, ambassadsekreterare
- Kotti Chave – Sune Öhrgren, kriminalkommissarie
- Carl-Olof Alm – attentatsman
- Leif Amble-Næss – Curt Lorénz, ambassadrådet
- Hans Bendrik – attentatsman
- Tor Borong – en äldre man i turistbussen
- Elsa Ebbesen-Thornblad – fröken Ebba Hillman
- Curt Ericson – vårdare på Sjösätra vårdhem
- Arthur Fischer – poliskommissarie i Granhult
- Karl Erik Flens – Helmout Falk, bilskrotägare
- Åke Harnesk – busschauffören
- Peter Höglund – Handen, attentatsman
- Maritta Marke – värdinna på Hallinge pensionat
- Peter Schildt - pojken Leclerc

## Om filmen
Filmen hade premiär på biograferna Sergel-teatern, Roxy och Victoria i Stockholm den 29 juli 1963. Den ingår i en serie av författaren Folke Mellvigs Hillman-deckare som har filmats av Arne Mattsson. Filmen har visats vid ett flertal tillfällen i SVT, bland annat 1990, 1994, 1995, 1998 och i maj 2024. De tidigare filmerna hette Damen i svart, Mannekäng i rött, Ryttare i blått och Vita frun.
Bilen som användes i filmen, en gul Mercedes-Benz 300 årsmodell 1954 med soltak, var ursprungligen svart. Filmen var tänkt att produceras som färgfilm, men av ekonomiska skäl blev den svart-vit. Bilen är fortfarande (2023) gul. Filmbolaget ägde bilen den 30 mars 1963 till den 5 december samma år.

## Musik i filmen
- "När våren sig närmar", kompositör Torbjörn Iwan Lundquist, text Elsa Prawitz* "Jungfrun på Jungfrusund", framförs av okänd manlig sångare
- "Jag kommer i kväll under balkongen", kompositör Sten Axelson, text Åke Söderblom, framförs av okänd kvinnlig sångare

## DVD
Filmen gavs ut på DVD 2009 och i samlingsboxarna 5 Hillman klassiker 2003, Privatdetektiv Hillman box 2010 och Den stora Hillmanboxen 2018.